# Nicopoli del Ponto
Nicopoli del Ponto (Nicopolis, «città della vittoria») era un'antica colonia romana fondata da Gneo Pompeo Magno nel 63 a.C. nell'ex-regno del Ponto lungo il fiume Lico, e facente parte della provincia romana di Bitinia e Ponto. Si trova nella parte nord della Turchia, oggi Koyulhisar.

## Storia
La città fu fondata da Pompeo dopo la decisiva vittoria contro Mitridate VI, re del Ponto, nel 65 a.C., verso la fine della terza guerra mitridatica. Era posizionata nella valle del fiume Lico ai piedi delle montagne ricoperte da foreste. Qui furono posizionati numerosi veterani dell'esercito romano. Qui si intersecavano numerose strade provenienti dalle vicine Comana Pontica, Polemonium, Neocaesarea, Sebasteia, ecc., come le descrive Strabone.
Data a Polemone I da Marco Antonio nel 36 a.C., Nicopoli fu governata dal 54 da Aristobulo di Calcide e poi definitivamente annessa all'Impero romano da Nerone nel 64.